# 博登 (伊利諾伊州)
博登（英語：Boden）是位於美國伊利諾伊州默瑟縣的一個非建制地區。該地的面積和人口皆未知。

## 地理
博登的座標為41°15′30″N 90°35′13″W / 41.25833°N 90.58694°W，而該地的平均海拔高度為216米（即653英尺）。